# Yantian
| Yantian – 盐田区                    | Yantian – 盐田区 |
| ----------------------------------- | ---------------- |
|                                     |                  |
| Basisdaten                          |                  |
| Einwohnerzahlen (2020)              |                  |
| Volkszählung:                       | 214.225          |
| Fläche:                             | 74,63 km²        |
| Telefonvorwahl:                     | 0755             |
| PLZ:                                | 518083           |
| Lage von Yantian in Shenzhen        |                  |
| Lage von Yantian (blau im Südosten) |                  |

Yantian (chinesisch 鹽田區 / 盐田区, Pinyin Yántián qū – „wörtlich: „Salzfeld““) ist einer der zehn Stadtbezirke der Stadt Shenzhen in der chinesischen Provinz Guangdong. Der Bezirk entstand im März 1998 als neuer Stadtbezirk und liegt innerhalb der Sonderwirtschaftszone zwischen Luohu und Longgang.
Yantian ist der Knotenpunkt der logistischen Aktivitäten von Shenzhen, insbesondere befindet sich hier gemäß Stand 2021 der viertgrößte Containerhafen der Welt.
Der Flugdeckkreuzer Minsk lag 18 Jahre lang in Shatoujiao und wurde als Touristenattraktion genutzt, bevor er 2016 nach Nantong geschleppt wurde.

## Administrative Gliederung
Auf Gemeindeebene setzt sich Yantian aus vier Straßenvierteln zusammen. Diese sind:
- Straßenviertel Haishan (海山街道);
- Straßenviertel Meisha (梅沙街道);
- Straßenviertel Shatoujiao (沙头角街道);
- Straßenviertel Yantian (盐田街道).

## Öffentlicher Nahverkehr
Der Stadtbezirk Yantian wird von der Linie 8 der Shenzhen Metro bedient.